# Alvin och gänget (musikgrupp)
Alvin och gänget, Alvin and the Chipmunks, ursprungligen David Seville och Chipmunks eller helt enkelt Chipmunks, är ett amerikanskt animerat virtuellt band skapat av Ross Bagdasarian 1958. Gruppen består av tre animerade antropomorfa jordekorrar: Alvin, bråkmakaren; Simon, den långa, glasögonprydde intellektuella; och Theodore, den knubbiga, blyga. Trion sköts av sin mänskliga adoptivfader, David (Dave) Seville. I själva verket var "David Seville" Bagdasarian's scennamn och jordekorrarna själva uppkallade efter cheferna för det ursprungliga skivbolaget. Karaktärerna blev en succé, och de sjungande jordekorrarna och deras adoptivfader fick liv i flera animerade tecknade produktioner och så småningom spelfilmer.
Gruppens alla röster framfördes av Bagdasarian, som körde uppspelningen snabbare för att skapa höga pipiga röster. Denna teknik var inte helt ny för Bagdasarian, som använt den för två tidigare nyhetslåtar, inklusive "Witch Doctor", men den var fortfarande så ovanlig och väl utförd att den fick två Grammy Awards för teknik. Bagdasarian uppträdde som jordekorre, släppte en lång rad album och singlar, där "The Chipmunk Song" blev listetta i USA. Efter Bagdasarians död 1972 framfördes karaktärernas röster av hans son Ross Bagdasarian Jr. och dennes fru Janice Karman under 1980- och 1990-talet.
I CGI / live-action-anpassningen 2007 och uppföljarna 2009, 2011 och 2015 framfördes rösterna av Justin Long, Matthew Gray Gubler och Jesse McCartney. Bagdasarian Jr. och Karman har fortsatt att framföra sångrösterna för Alvin, Theodore och Chipettes, men Steve Vining gör Simons sångröst. Uppträdandena har belönats med fem Grammy-priser, en American Music Award, en Golden Reel Award och tre Kids Choice Awards och har nominerats till tre Emmy-utmärkelser. År 2018 fick Alvin och gänget en stjärna på Hollywood Walk of Fame.
En CGI-animerad TV-serie, med titeln ALVINNN !!! and the Chipmunks, hade premiär på Nickelodeon den 3 augusti 2015.
Genom den fortsatta framgången med franchisen har Alvin och gänget kommit att tillhöra de mest framgångsrika barnartisterna genom tiderna samtidigt som de fick två singlar som listetta på Billboard Hot 100 och vann fem Grammy Awards med fyra topp 10 album på Billboard 200 och tre certifierade platinaalbum. Låten "The Chipmunk Song" har blivit en av de bästsäljande singlarna genom tiderna med 5 miljoner sålda fysiska exemplar.